# Kwasica ketonowa
Kwasica ketonowa (ketokwasica cukrzycowa; DKA, z ang. diabetic ketoacidosis) – stan organizmu, w którym w celu produkcji energii następuje spalanie tłuszczów zamiast glukozy w wyniku czego dochodzi do nadmiernej produkcji ciał ketonowych, wywołujących kwasicę metaboliczną (nieoddechową).

## Mechanizm
Do spalania tłuszczów w miejsce glukozy dochodzi przy znacznym niedoborze lub braku insuliny – w takiej sytuacji cukier, mimo że krąży we krwi, nie może być przejęty przez komórki i użyty do szlaków metabolicznych. Zmniejszone stężenie insuliny skutkuje zarazem zwiększonym stężeniem glukagonu i adrenaliny – a w dalszej kolejności dochodzi do glukoneogenezy w wątrobie oraz zwiększenia lipolizy z produkcją ketonów (ciał ketonowych). Następuje utrata glukozy z moczem, diureza osmotyczna, odwodnienie, zaburzenia elektrolitowe. Nieleczona kwasica ketonowa może doprowadzić do śpiączki i jest stanem bezpośredniego zagrożenia życia.

## Epidemiologia
Kwasica ketonowa może wystąpić w przebiegu cukrzycy każdego typu, ale najczęściej jest pierwszym objawem cukrzycy typu I. Chorują głównie ludzie młodzi, ale umierają z jej powodu ludzie w wieku podeszłym. Śmiertelność wynosi 5–10%.

## Etiopatogeneza
Stany prowadzące do kwasicy ketonowej
- cukrzyca
- szeroko pojęty głód – wskutek niedożywienia, biegunki, wymiotów
- alkohol

Czynniki wywołujące
- zakażenia bakteryjne – dróg moczowych, osteomyelitis, dróg oddechowych
- zakażenia wirusowe
- ostre choroby sercowo-naczyniowe – zawał serca, udar mózgu[1]
- ciąża[2] – nagły wzrost zapotrzebowania na insulinę, insulinooporność
- zapalenie trzustki
- leki osłabiające śladowe wydzielanie insuliny – tiazydy, sulfonamidy, steroidy, acetazolamid
- błędy w insulinoterapii i w leczeniu doustnymi środkami przeciwcukrzycowymi lub ich nieprawidłowe stosowanie przez pacjenta[3]
- ostre schorzenia niezakaźne
- nadmiar hormonów osłabiających wpływ insuliny: glukagonu, katecholamin, kortyzolu i hormonów tarczycy

## Objawy
- utrata łaknienia, nudności, wymioty, bóle brzucha
- zapach acetonu z ust (zapach owoców/jabłek)
- oddech Kussmaula
- odwodnienie (suchość błon śluzowych i języka, utrata napięcia skóry) – poliuria i polidypsja
- osłabienie, senność, utrata przytomności
- zaburzenia świadomości
- zaczerwienienie policzków – "rumieniec" kwasiczy
- wysypka na ciele
- ból w klatce piersiowej

Badania laboratoryjne
- proste badanie moczu – przebarwienie odczynnika w ciągu 15 sekund (skala od – do ++++)
- hiperglikemia >400 mg/dl
- glikozuria i ketonuria
- kwasica metaboliczna – pH krwi tętniczej <7,25
- luka anionowa od 10 do >12 mEq/l
- zaburzenia elektrolitowe: hiponatremia, hipofosfatemia,
- zwiększenie hematokrytu

## Leczenie
- Insulinoterapia – tylko insulinami krótko działającymi
  - dożylny ciągły wlew insuliny za pomocą pompy infuzyjnej lub strzykawki automatycznej
  - bezpieczna szybkość obniżania glikemii została określona na 50 mg% na godzinę
  - początkowe wstrzyknięcie 0,1 j./kg mc./h
- Wyrównanie zaburzeń kwasowo-zasadowych
  - podawanie dożylne 8,4% roztworu wodorowęglanu sodu rozcieńczonego płynami hipotonicznymi
  - podawać tylko przy pH <7,0 i przerwać, gdy osiągnie pH = 7,2
- Wyrównanie niedoborów wodno-elektrolitowych
  - przetoczenie 5,5-6,5 l płynów i.v. – pod kontrolą OCŻ
  - przy obniżonym stężeniu potasu (<5,5 mmol/l i wydolnych nerkach) wlew KCl i.v.
- Leczenie przyczyny wywołującej
- Leczenie powikłań: wstrząsu, niewydolności nerek, DIC

## Klasyfikacja ICD10
| kod ICD10     | nazwa choroby                                    |
| ------------- | ------------------------------------------------ |
| ICD-10: E10.1 | Kwasica ketonowa jako powikłanie cukrzycy typu I |
| ICD-10: E11.1 | ... cukrzycy typu II                             |
| ICD-10: E12.1 | ... cukrzycy związanej z niedożywieniem          |
| ICD-10: E13.1 | ... innej określonej cukrzycy                    |
| ICD-10: E14.1 | ... nieokreślonej cukrzycy                       |